# 飯山市立木島小学校
飯山市立木島小学校（いいやましりつ きじましょうがっこう）は、長野県飯山市にある公立小学校。

## 概要
校章
- 本校の校章は、昭和36年に制定された。飯山藩の米蔵であった木島の「木」と、小学校の「小」の字を図案化したものである。

校歌
- 作詞は林柳波、作曲は井上武士

## 通学区域
- 大字山岸、大字其綿、大字吉
- 大字木島、大字野坂田、大字坂井
- 大字下木島、大字天神堂[2]

## 進学先の中学校
- 飯山市立城南中学校

## 周辺
- 木島保育園 - 約150m
- 長野県飯山高等学校 - 約2.4km
- 飯山市立城南中学校 - 約4.7km

## 沿革
出典
- 明治
  - 明治19年に野坂田尋常小学校として創立し、明治32年には木島尋常小学校と改称された。明治43年には大洪水に見舞われ、校舎が床上一尺まで浸水し、多大な損害を受けた。
- 大正
  - 大正9年に木島農工補修学校が木島実業補修学校と改称された。大正11年には、講堂兼体育場および奉安殿の建設に着手した。
- 昭和
  - 昭和時代には、学校の施設整備や環境の変化が続いた。昭和4年に新校舎が増築され、昭和13年には新校舎の落成式が挙行された。また、厳冬期には全校児童にみそ汁が配布されるなど、児童の健康を支える取り組みも行われた。昭和16年には木島国民学校と改称され、昭和22年には木島村立木島小学校・中学校が開校した。昭和24年には木島学校PTAが発足し、校歌が制定された。
  - 学校の運営や給食制度の充実も進み、昭和29年には飯山市立木島小学校と改称されるとともに、年間完全給食が実施された。一方で、自然災害の影響も大きく、昭和34年には台風7号による樽川の堤防決壊で新校舎が床上浸水の被害を受けた。昭和57年にも再び樽川の堤防が決壊し、木島地区が大洪水に見舞われ、学校は4日間の臨時休校を余儀なくされた。
  - 学校の象徴となる要素も整備され、昭和36年には校章が制定された。さらに、昭和61年には新校舎の建設事業が始まり、起工式が行われるなど、施設の再整備が進められた。
- 平成
  - 平成元年に創立百周年記念行事が盛大に行われ、小野澤健一氏制作のブロンズ像「田園の朝」が寄贈・建立された。その後、平成9年には校舎改築十周年を記念する事業が実施された。平成16年には、同氏による木彫「待つ人」が寄贈された。
  - 同年には台風による樽川の増水と漏水の影響で、全校児童が緊急避難する事態となった。さらに、平成18年には千曲川の増水により臨時休業を余儀なくされた。
  - 地域とのつながりを大切にする取り組みも続き、平成20年にはおおやなぎが桑原三郎氏制作の木彫「子守り」として蘇り、翌21年にはおおやなぎの跡地に新たなやなぎが植樹された。平成22年にはランチルームの机と椅子が新調され、23年には新しいスノーモービルが導入され、なかよし広場の床が張り替えられた。さらに、平成24年には児童玄関前広場の土止め工事が行われ、外ピロティ西側にあった鶏小屋が撤去された。
  - また、食育活動の一環として、木島小学校は米作りに力を入れ、平成24年・25年には米・食味鑑定国際大会の小学校部門で金賞を受賞し、平成27年には特別優秀賞を受賞するなど、高い評価を得た。平成26年には学校の象徴の一つである二宮金次郎像の修理も行われ、歴史と伝統を大切にしながら、学校環境の整備や地域との交流を深める活動が続けられた。